# Église Saint-Rémy de Vergezac
L'église Saint-Rémy de Vergezac est une église située à Vergezac, dans le Velay et dans le département de la Haute-Loire.

## Localisation
Elle se trouve près de la route nationale 102 (départementale D 906) dans le village de Saint-Rémy.

## Histoire
L'église a été construite au début du XIIe siècle.

## Description
Édifice d'origine romane (nef et chœur). La voûte nervée correspondrait à une reconstruction du XIVe siècle. Construction de la sacristie au XVIIIe siècle. Chapelles voûtées d'ogives sur la travée est de la nef datées du XVIe siècle. Construction du clocher arcade sans doute au XVIIe siècle (1696 indiquée sur le linteau de l'escalier). L'essentiel du mobilier date du XVIIIe siècle. De cette époque également, la sacristie et la tribune primitive dont il reste le départ d'escalier et la balustrade. Différentes strates de décor peint.
L'église a été classée monument historique le 16 septembre 1907.